# آلفرد اوله‌روب یوئرنسن
آلفرد اوله‌روب یوئرنسن (دانمارکی: Alfred Ollerup Jørgensen; ۲۱ دسامبر ۱۸۹۸ – ۲۸ فوریهٔ ۱۹۸۸) ژیمناست هنری اهل دانمارک بود.